# Thomas Stafford Williams
Thomas Stafford Williams (Wellington, 20 maart 1930 – aldaar, 22 december 2023) was een Nieuw-Zeelands geestelijke en een kardinaal van de Rooms-Katholieke Kerk.
Williams werd op 20 december 1959 priester gewijd; vervolgens was hij werkzaam in pastorale functies. Van 1966 tot 1970 was hij missionaris in West-Samoa.
Op 30 oktober 1979 werd Williams benoemd tot aartsbisschop van Wellington; zijn bisschopswijding vond plaats op 20 december 1979. Op 1 juni 1995 werd hij tevens benoemd tot bisschop van het militair ordinariaat van Nieuw-Zeeland.
Williams werd tijdens het consistorie van 2 februari 1983 kardinaal gecreëerd. Hij kreeg de rang van kardinaal-priester. Zijn titelkerk werd de Gesù Divin Maestro alla Pineta Sacchetti. Hij nam deel aan het conclaaf van 2005.
Williams ging op 21 maart 2005 met emeritaat. Hij overleed in 2023 op 93-jarige leeftijd.
- International Standard Name Identifier: 0000 0000 5348 6762
- Library of Congress Control Number: no2003096035
- SNAC: w6wb99ss
- Museum of New Zealand Te Papa Tongarewa: 3349
- Virtual International Authority File: 4627139
- WorldCat: E39PBJx8GxCWgmkXyPJTtVVjYP